# Isla Mejía
Isla Mejía är en ö i Mexiko.   Den ligger i delstaten Baja California, i den nordvästra delen av landet, 1 800 km nordväst om huvudstaden Mexico City. Arean är 2,4 kvadratkilometer.
Terrängen på Isla Mejía är lite kuperad. Öns högsta punkt är 261 meter över havet. Den sträcker sig 2,3 kilometer i nord-sydlig riktning, och 1,9 kilometer i öst-västlig riktning.